# نیکو مانیون
نیکو مانیون (انگلیسی: Nico Mannion؛ زادهٔ ۱۴ مارس ۲۰۰۱) بازیکن بسکتبال اهل ایتالیا است.
از باشگاه‌هایی که در آن بازی کرده‌است می‌توان به تیم ملی بسکتبال مردان آمریکا اشاره کرد.